# Israel Weapon Industries
Israel Weapon Industries – izraelskie przedsiębiorstwo zbrojeniowe powstałe ze sprywatyzowania części państwowego przedsiębiorstwa Israel Military Industries, odpowiedzialnej za produkcję broni strzeleckiej.

## Historia
Israel Military Industries (IMI) został założony w 1933 roku i aż do 1991 roku działał będąc zarządzanym bezpośrednio przez Ministerstwo Obrony Izraela. W 1991 roku został przekształcony w państwową spółkę. Od 2005 roku rozpoczęto próby przekształcenia sprywatyzowania przedsiębiorstwa. Sukcesem zakończyło się sprzedanie części odpowiedzialnej za broń strzelecką, jej właścicielem został finansista Sami Kacaw. Część ta, nadal mieszcząca się na terenie IMI jest samodzielnym podmiotem gospodarczym – Israel Weapon Industries.
Przedsiębiorstwo znane jest z produkcji między innymi karabinów TAR-21, pistoletów Desert Eagle, karabinów maszynowych Negev.